# 고백했는데
고백했는데는 2014년 7월 4일 발매한 Bro의 2번째 싱글이다. 사랑하는 여자의 생일날 고백하는 남자의 마음을 미디엄템포 댄스팝을 표현한 노래이다. 노래는 고백하기 직전까지 분위기가 고조되다 사랑고백 이후 마이너 발라드로 급전환되며, 구애에 실패한 남성의 심리 상태를 표현한다. '고백했는데'의 뮤직비디오는 웹툰 형식으로 짜여 노래를 들으면서 스크롤을 내리는 듯한 효과를 노렸다.

## 배경
Bro는 2014년 3월 이전 작품인 그런 남자를 인터넷 싱글로 발매하여 가요계의 다수 온라인 차트를 석권하였다.
7월 10일 enews24 인터뷰에서 브로는 그런 남자가 잘된 덕에 돌직구뮤직이라는 기획사가 생겼다며 "사실 나는 키젠이라는 작곡가팀이 발탁한 가수다. 키젠이 회사를 설립했고 나는 그 회사의 소속 가수가 됐다"고 말했다.
브로는 News1 인터뷰에서 그런 남자의 영향에 대해 "그런 남자 때도 네이버, 다음에 있는 각종 커뮤니티 사이트에 티저를 보내고 홍보했다. 가사가 남성들 입장에서 쓰여졌다보니 가장 강력하게 반응이 온 곳이 일베였다. 중요한 건 여성 비판 시각이 일베에서만 나온 얘기는 아니었다는 점이다. 저희 입장에서는 무명의 신인이 작은 이슈라도 감사하게 받아들이는 것이 도의적으로 맞는 것이라고 생각했다. 만약 그 이슈가 시발점이 되지 않았다면 지금의 '고백했는데'가 이 자리에 있지 않았을 것이다" 라고 소감을 밝혔다.
7월 Bro의 소속사 돌직구뮤직은 브로의 신곡 "고백했는데"의 음원과 뮤직비디오가 4일 정오 각종 온라인 사이트를 통해 공개된다고 밝혔다. 소속사 관계자는 "브로가 온라인에 떠도는 SNS 캡쳐샷을 보고 아이디어를 얻었다"며 가사는 "한번이라도 고백을 해보거나 생각해 본 적이 있다면 모두가 공감할 만한 이야기"라고 말했다. 또한 "'고백'은 단어 자체만으로 한없이 아름다울 수 있지만 한없이 공포를 주는 단어일 수도 있다"는 것이 브로의 생각이라며 "성공한다면 행복한 미래지만, 실패후 찾아오는 좌절과 비참함을 브로는 웃음으로 재해석해 음악에 녹여냈다"고 전했다.

## 제작
브로는 카카오톡으로 고백했다가 비참하게 차인 사연을 올린 스샷이 '고백했는데'의 모티브라면서, 이전 곡인 '그런 남자'와는 다른 이야기를 다뤘지만 대중이 공감할 수 있고 재미있게 표현했다는 것을 둘의 공통점으로 꼽았다.
브로는 News1 인터뷰에서 그런 남자로 인해 생긴 '남성들의 한을 대변하는 가수'라는 컨셉은 언론에서 나온 것 같다며, "그건 당연한 거라고 생각한다. 열 사람 모두에게 공감을 다 이끌어낼 수 있는 건 아니니까. 다만 '고백했는데'에서는 극단적인 것을 풀어보자는 생각이 있었던 것은 사실이다"라고 말했다. "누가 들어도 공감이 가고 거북하지 않"은 가사를 만들어야 한다는 생각 때문에 가사 작업만 해도 3개월이 걸렸다고 밝혔다.
'고백했는데'의 가사는 사랑하는 여성의 생일에 사랑 고백을 하려 하는 남자의 마음을 표현한다. 곡 초반 '오늘만을 두근대며 기다렸어 급하면 넘어질까봐' '설레는 마음이 반 두려움에 떨고 있는 마음이 반' 등 고백을 앞두고 설레는 남자의 마음을 묘사하다가, 곡 후반에는 '네가 웃길래 나를 좋아하는 줄 굳게 믿고 있었는데' '고백했는데 평생 친구가 늘었다' '알 수 없는 눈물이 난다' 등 사랑 고백을 거절당한 남자의 안쓰러운 심경을 드러낸다.

## 비평 및 반응
유민상은 7월 4일 자신의 트위터에 "브로님 내 일기장 보셨음?"이라는 짧은 글과 함께 "고백했는데"의 유튜브 주소 링크를 게재했다.
브로는 이에 대해 "언제라도 공감 가는 일기장 공유 환영입니다"라며 페이스북에 답글을 남겼다.

## 차트 성적
'고백했는데'는 발표 당일 벅스 일간 TOP 100 3위를 하고, 다음날 7월 5일 2위로 최고 순위를 기록했다. 벅스 7월 첫째주 (6월 30일~7월 6일) 주간 TOP 100에선 10위를 차지했다.
소리바다에서는 7월 4일, 7얼 5일 일간 차트 2위,
주간차트 (7월 7일~7월 13일)에선 11위에 올랐다.
엠넷닷컴에서는 발매 당일과 7월 5일 일간 종합 차트 2위
주간 종합 차트 (2014년 7월 7일~2014년 7월 13일) 2위를 기록했다.
올레뮤직에선 7월 4일 일간 차트 2위,
6월 5주차 주간 차트에서는 20위였다.
지니는 7월 4일 일간 차트 2위, 주간 차트 6월 5주차에서 23위를 차지했다.

## 뮤직비디오
'고백했는데'의 뮤직비디오는 웹툰 형식으로 제작되어, 노래를 들으면서 스크롤을 내리는 듯한 효과를 노렸다. 브로는 Osen 인터뷰에서 이 아이디어는 사실 자신의 것이라며, 웹툰에 나오는 남자는 자신의 다양한 표정을 사진으로 찍어서 작업한 것이라고 밝혔다.